# Gabriel (misil)
El Gabriel es un misil antibuque fabricado en Israel, en la Armada de Sudáfrica se lo conoce como Escorpión.
El desarrollo del Gabriel por la Armada israelí empezó en 1962. El primer modelo estuvo listo en 1973 para la guerra de Yom Kipur donde derrotó a barcos sirios y egipcios armados con el misil soviético Styx. 
El Gabriel III y el Gabriel III A/S son versiones mejoradas con un mayor alcance. El Gabriel III A/S está diseñado para ser lanzado desde aviones y tiene un alcance de más de 60 km. Ambas versiones son del tipo "dispara y olvida" y realiza su recorrido hasta el blanco a muy baja altitud para evadir los sistemas antimisiles.
Una nueva versión del Gabriel (Gabriel IV) basada en un turbojet de largo alcance, tiene un rango de hasta 200 km; las Industrias Aeroespaciales de Israel trabajan en el Gabriel-V (Misil de Ataque Naval Avanzado) (precio 2,5 a 3mill.$), con un radar de búsqueda activa diseñado para entornos con litorales complicados.
Debido a que algunos de los países usuarios no hacen sus compras de público conocimiento y por no contar con fuentes, se piensa que algunos  modelos antiguos del Gabriel  pueden ser usados por Colombia, Chile, Ecuador, Israel, México, Sudáfrica, Sri Lanka, Kenia, y otros países.

## Historia

### Desarrollo
Dado los limitados recursos Israel debía contar con una fuerza naval pequeña pero efectiva para afrontar la superioridad naval enemiga. La Armada impulsó el proyecto para poder ser una fuerza relevante con los escasos recursos disponibles. En Israel se comenzó a trabajar en el primer misil superficie-superficie en 1962, aunque no fue hecho público su entrada en servicio hasta 1970. El potencial de los misiles y la aparición posterior de misiles SS-N-2 Styx (P-15 Termit) en las patrulleras lanzamisiles de Siria y Egipcio hacían necesario que Israel pudiera al menor tener armas de calidad con que combatir su desventaja. Ante la falta de proveedores Israel se vio obligado a desarrollar por sí misma un misil antibuque que aumentara el poder de fuego de su pequeña armada.
Dos empresas participaron en el desarrollo, Rafael comenzó el proyecto basándose en el misil terrestre Luz que había diseñado y se encargó de la creación de un nuevo sistema de guía. El misil Luz era guiado hacia su blanco naval por un operador mediante un joystick. Una bengala en la cola saba una fuerte luz roja que ayudaba al operador. El denso humo del escape del misil sin embargo hacía que la luz roja no fuera visible. Por ello posteriormente se incorporó Israel Aerospace Industries coordinando el programa. Se abandonó el sistema de guía mediante palanca de mando seguido desde los primeros diseños de la Alemania nazi. En su lugar los ingenieros propusieron crear un sistema de guía autónoma que permitiera el misil buscar objetivos, incluso con mal tiempo o mala visibilidad. Además se propuso el uso de un altímetro, permitiendo al misil volar a algunos metros sobre el mar, dificultando así su detección y pretendiendo así alcanzar al blanco justo por encima de la línea. Antes de ser lanzado, el sistema de guía del misil se actualiza con todos los datos del blanco obtenidos por el buque que realiza el lanzamiento. El misil Mk.2 también sigue una trayectoria de vuelo a unos 10/20 metros sobre el mar, y solo al llegar cerca de la ubicación calculada del blanco enciende el radar de búsqueda. La altitud en que realiza el ataque varía entre 1 y 3 metros, dependiendo del estado del mar, buscando explotar lo más cerca posible de la línea de flotación. Por ello el diseño instaló un radar instalado de guía en el misil y un altímetro. El misil Gabriel Mk.1 tenía un alcance máximo de 20 km., era de guía semiactiva (guiado por el radar del buque lanzador), su velocidad era subsónica y el propio contenedor de almacenaje hacía de lanzador por lo cual rápidamente podían ser empleados. Por ello encajaba a la perfección con los nuevos barcos que Israel estaba comprando.

### El Gabriel Mk.1
La Marina israelí tras la pérdida del destructor INS Eilat por dos misiles Styx egipcio llevó a cabo una completa reestructuración. Se centró en equiparse con patrulleros lanzamisiles, ya encargados ya en 1966 y que llegaron en 1969, y en crear una nueva doctrina. La nueva fuerza naval debía ser ofensiva, apoyarse en los avances en guerra electrónica, contar con busques pequeños pero maniobreros y con poder de fuego. Ya antes del hundimiento del Eilat la marina israelí había adquirido 12 patrulleras lanzamisiles de la clase Combattante, basados en un diseño alemán idóneo para Israel al haber sido pensado para combatir las lanchas lanzamisiles de fabricación soviética en el Báltico. Los patrulleros fueron equipados con misiles Gabriel, en su primera versión con solo 20 km de alcance, siendo los primeros de su clase en Occidente. La complementariedad era total, el Gabriel estaba pensado para ser empleado desde busques pequeños y rápidos como los que Israel había comprado para llevar el misil, por tanto el misil era compacto y fácil de cargar. El sistema Gabriel dio a la Marina de Israel una capacidad de combate sin precedentes como se demostró durante la guerra 1973 de Yom Kippur. Todas las todas Marinas del mundo comenzaron a incorporar misiles antibuque y a desarrollar sistemas antimisiles.
A principios de la década de 1970, se instalaron misiles antibuque Gabriel Mk.1 en los barcos Saar 2 'y Saar 3 comprados en Francia, así como en los dos barcos clase Saar 4. En 1973 Israel contaba ya con una pequeña flota dotada de lanchas lanzamisiles de la clase Saar 2, Saar 3 y Reshef, de 450 toneladas de desplazamiento y con velocidad punta de 40 nudos. Las Saar estaban armadas con 6 misiles Gabriel, un cañón 76 mm. y un cañón de 20mm., además de contar con equipos de contra medidas electrónicas y señuelos. Las Reshef eran una versión agrandada de las Saar producida en Israel que podía llevar 8 misiles Gabriel. La ventaja de Israel no estaba en la cantidad sino en la calidad. Sus buques eran pocos pero contaban con lo mejor que Israel podía conseguir, con un tripulaciones con alto nivel de capacitación técnica para el empleo de los misiles Gabriel. Desde el primer día de la guerra de Yom Kipur la Marina Israelí se dividió en grupos de combate que patrullaban agresivamente cerca de las bases de las fuerzas navales enemigas. .
Cuando entablaron combate las lanchas lanzamisiles israelíes esquivaron los 54 misiles Styx que les dispararon las lanchas Komar y Osa egipcias y sirias, logrando en cambio hundir a 9 unidades de combate árabes. Los nuevos misiles Gabriel tuvieron su bautismo de fuego en ese conflicto. Gracias al Gabriel los israelíes habían logrado inmovilizar la pequeña pero moderna fuerza naval siria tras la batalla naval de Latakia. Contra los egipcios se libró la batalla naval de Damieta, entre el 8 y 9 de octubre de 1973. Las acciones israelíes permitieron garantizar la seguridad de las comunicaciones marítimas de Israel durante la guerra.
El misil Gabriel Mk.1 se comportó a la perfección en combate, detectando blancos de pequeño tamaño. A pesar de su alcance limitado demostró más precisión y facilidad de empleo que el misil SSN-2 soviético. Todo ello le hizo ganarse una buena fama que trajo órdenes de compra de  varias Marinas de Guerra (Chile, Ecuador, Kenya, Taiwán, Singapur, África del Sur y Tailandia, entre otras).

### El Gabriel Mk.2
El Gabriel Mk.2 es una versión mejorada del Gabriel original. Se empezó a trabajar en ella en 1972 y entró en servicio en 1976. Además de en Israel se produjo también en Sudáfrica, que compró la licencia a pesar del embargo de armas y lo bautizó Skerpioen. Taiwán había comprado misiles Gabriel y con apoyo del equipo israelí que había creado el misil realizó su propia versión local, a la que bautizó Hsiung Feng I, que es también una mejora del Gabriel Mk. 1 con prestaciones parecidas al Mk.2, pero con equipos electrónicos taiwaneses (que curiosamente se podían intercambiar con los del Gabriel Mk.2).
Al igual que en el Mk.1 el misil es montado en un contenedor/lanzador triple o individual. La diferencia del Mk.2 es que es más alargado que el Mk.1, permitiendo aumentar el alcance a 36 km.. Además puede ser disparado desde la costa o desde barcos más grandes. Israel no lo utilizó nunca, ya que fue creado para exportación.

### El Gabriel Mk.3
El Gabriel Mk.3 es una modernización del misil con mayor alcance que el Mk.2 y una velocidad más elevada. Su mayor diferencia respecto al Mk.2 está en sus tres sistemas de guiado, que pueden utilizarse al mismo tiempo si es necesario. Estos sistemas son un buscador de radar activo con rápido cambio de frecuencia, un sistema óptico y un sistema de radar semiactivo. Esto significa que el misil puede hacer frente a diferentes tipos de contramedidas. A comienzo de la década de 1980, se desarrolló una modificación del Gabriel Mk.3 para ser lanzada por los aviones de la Fuerza Aérea Israelí.

### El Gabriel Mk.4
A mediados de la década de 1990 apareció el Gabriel Mk.4, para hacer frente a las nuevas amenazas a que se enfrentaba la marina israelita. Esta versión era parecida al Mk.3, pero algo más grande para poder emplear una cabeza de combate mayor y un motor turbojet que le permitiera mayor alcance de hasta 200 kilómetros. La cabeza de combate cuenta con munición de fragmentación semiperforante. El Gabriel Mk IV es fácilmente identificable por sus aletas en flecha, con las puntas cortadas. El sistema de guía es el mismo del Gabriel Mk.3.

## Operadores
Chile Los ocupa en sus Lanchas misileras clase Sa'ar 4
 Colombia Los tiene en reserva, se pueden usar desde los kfir.
 Eritrea
 Ecuador
 India
 Israel
- Armada israelí

 México
 Kenia
 Filipinas
 Sudáfrica
 Sri Lanka
 Tailandia
 Estados Unidos
- USN